# Boy Story
Boy Story (chinois : 男孩的故事/ pinyin: Nánhái de gùshì) est un groupe d'origine chinoise lancé par JYP Entertainment (Corée) et New Creative Content & Tencent (Chine). Le groupe est composé à l'origine de six membres : Hanyu, Zihao, Xinlong, Zeyu, MingRui et Shuyang. Le 1er septembre 2017, Boy Story a sorti son premier single, How Old R U. Le 21 septembre 2018, Boy Story a fait ses débuts officiels avec son premier mini-album Enough.

## Histoire

### Pré-débuts (2017 à 2018)
Depuis septembre 2017, le programme Real ! Project a été lancé avec quatre singles pour préparer les débuts officiels du groupe en septembre 2018. Le premier single était How Old R U. Le deuxième single, Can't Stop, est sorti le 15 décembre 2017, et le troisième, Jump Up, est sorti le 30 mars 2018. Le dernier single de pré-début a été produit par le fondateur de JYP Entertainment, J. Y. Park. La chanson Handz Up est sortie le 12 juin 2018,.

### Débuts avecEnoughetI=U=WE 序(depuis 2018)
Boy Story a officiellement débuté le 21 septembre 2018 avec son premier mini-album Enough qui comprenait tous les singles d'avant les débuts de leur carrière ainsi que la chanson titre Enough. Le 21 octobre 2018, le groupe a sorti Stay Magical (奇妙里). Le mois suivant, Boy Story a sorti la chanson For U. Le 22 novembre 2018. Boy Story a sorti Oh My Gosh. Le 29 mars 2019, suivi d'un autre retour le 26 juillet 2019 avec Too Busy en featuring avec Jackson Wang du groupe Got7. Le 6 janvier 2020, Boy Story a sorti l'album I=U=WE 序,.

## Fan club
Le nom officiel du fan "BOSS". Prenez le sens de «leader», qui symbolise la relation qui grandit avec les fans, et espère qu'avec les fans deviendront de bons modèles et leaders les uns pour les autres. J'ai hâte de travailler avec les fans pour faire de notre mieux dans tous les aspects et devenir un "BOSS". De plus, "BOSS" et "both" sont homophoniques, ce qui signifie que BOY STORY et BOSS sont toujours les meilleurs. 

## Membres
| Nom de scène | Nom de scène | Nom de naissance | Nom de naissance | Date de naissance | Nationalité | Positions                                                 |
| Nom          | Chinois      | Romanisé         | Chinois          | Date de naissance | Nationalité | Positions                                                 |
| ------------ | ------------ | ---------------- | ---------------- | ----------------- | ----------- | --------------------------------------------------------- |
| Hanyu        | 涵予         | Jia Han-yu       | 贾涵予           | 20 mai 2004       | Chinoise    | Leader, rappeur principal, danseur secondaire et chanteur |
| Zihao        | 梓豪         | Li Zi-hao        | 李梓豪           | 22 octobre 2004   | Chinoise    | Rappeur secondaire, chanteur et danseur secondaire        |
| Xinlong      | 鑫隆         | He Xin-long      | 贺鑫隆           | 11 mars 2005      | Chinoise    | Danseur principal, rappeur secondaire et chanteur         |
| Zeyu         | 泽宇         | Yu Ze-yu         | 于泽宇           | 24 décembre 2005  | Chinoise    | Chanteur principal, rappeur, danseur et visuel            |
| Mingrui      | 明 睿        | Gou Ming-rui     | 苟明睿           | 22 août 2006      | Chinoise    | Chanteur principal, rappeur et danseur                    |
| Shuyang      | 书 漾        | Ren Shu-yang     | 任书漾           | 24 avril 2007     | Chinoise    | Chanteur secondaire, rappeur et danseur                   |

## Discographie

### Album studio
| Titre | Détails                                                                           | Ventes      |
| ----- | --------------------------------------------------------------------------------- | ----------- |
| WE    | - Date de sortie : 3 septembre 2022 - Label : New Creative Contents Entertainment | CHN: 10 000 |

### EPs
| Titre                  | Détails                                                                            | Ventes       |
| ---------------------- | ---------------------------------------------------------------------------------- | ------------ |
| Enough                 | - Date de sortie : 21 septembre 2018 - Label : New Creative Contents Entertainment | NC           |
| I=U=WE : 序 (Prologue) | - Date de sortie : 6 janvier 2020 - Label : New Creative Contents Entertainment    | CHN: 79 000  |
| I=U=WE : 我 (I)        | - Date de sortie : 27 novembre 2020 - Label : New Creative Contents Entertainment  | CHN: 172 000 |
| I=U=WE : 你 (U)        | - Date de sortie : 20 août 2021 - Label : New Creative Contents Entertainment      | CHN: 82 000  |

### Singles
| Titre                                                                            | Année | Meilleaures positions | Album     | Réf.   |
| Titre                                                                            | Année | CHN                   | Album     | Réf.   |
| -------------------------------------------------------------------------------- | ----- | --------------------- | --------- | ------ |
| How Old R U                                                                      | 2017  | 8                     | Enough    | [ 10 ] |
| Can't Stop                                                                       | 2017  | 7                     | Enough    | [ 11 ] |
| JUMP UP                                                                          | 2018  | 2                     | Enough    | [ 12 ] |
| Handz Up                                                                         | 2018  | 30                    | Enough    | [ 13 ] |
| Enough                                                                           | 2018  | 8                     | Enough    | [ 14 ] |
| 奇妙里(Qí Miào Lǐ) - Stay Magical                                                | 2018  | —                     | NC        |        |
| For U                                                                            | 2018  | 15                    | NC        | [ 15 ] |
| Oh My Gosh                                                                       | 2019  | —                     | NC        |        |
| Too Busy (avec Jackson Wang)                                                     | 2019  | —                     | Too Busy  |        |
| Intro: BOY STORY                                                                 | 2020  | —                     | I=U=WE 序 |        |
| 如果(Rú Guǒ) – If                                                                | 2020  | —                     | I=U=WE 序 |        |
| Energy                                                                           | 2020  | —                     | I=U=WE 序 |        |
| 序告白(Xù Gào Bái) - Prologue                                                    | 2020  | —                     | I=U=WE 序 |        |
| Outro: 彼此(Bǐ Cǐ) - Each Other                                                  | 2020  | —                     | I=U=WE 序 |        |
| Change                                                                           | 2020  | —                     | NC        |        |
| "—" indique que la chanson ne s'est pas classée ou n'est pas sortie dans ce pays |       |                       |           |        |

### Clips vidéo
| Titre                             | Année | Réalisateur(rice)(s) | Notes                |
| --------------------------------- | ----- | -------------------- | -------------------- |
| How Old R U                       | 2017  | Inconnu              | Clip vidéo           |
| Can't Stop                        | 2017  | Inconnu              | Clip vidéo           |
| Can't Stop                        | 2017  | Inconnu              | Vidéo de performance |
| JUMP UP                           | 2018  | Inconnu              | Clip vidéo           |
| Handz Up                          | 2018  | Inconnu              | Clip vidéo           |
| Handz Up                          | 2018  | Inconnu              | Vidéo de performance |
| Enough                            | 2018  | Inconnu              | Clip vidéo           |
| Enough                            | 2018  | Inconnu              | Vidéo de performance |
| 奇妙里(Qí Miào Lǐ) - Stay Magical | 2018  | Inconnu              | Clip vidéo           |
| For U                             | 2018  | Inconnu              | Clip vidéo           |
| Oh My Gosh                        | 2019  | Inconnu              | Clip vidéo           |
| Too Busy                          | 2019  | Inconnu              | Clip vidéo           |
| 如果(Rú Guǒ) – If                 | 2020  | Inconnu              | Vidéo                |
| 序告白(Xù Gào Bái) - Prologue     | 2020  | Inconnu              | Vidéo de performance |
| Energy                            | 2020  | Inconnu              | Vidéo                |